# Мансфельд (город)
Мансфельд (нем. Mansfeld) — город в Германии, в земле Саксония-Анхальт.
Входит в состав района Мансфельд. Население составляет 9770 человек (на 31 декабря 2010 года). Занимает площадь 80,73 км². Официальный код — 15 2 60 039.

## Известные уроженцы, жители
В Раммельбурге (ныне часть Мансфельда) 3 октября 1784 года родился Иоганн Карл Эренфрид Кегель, немецкий агроном и исследователь Камчатки.